# Gagliardo Primario

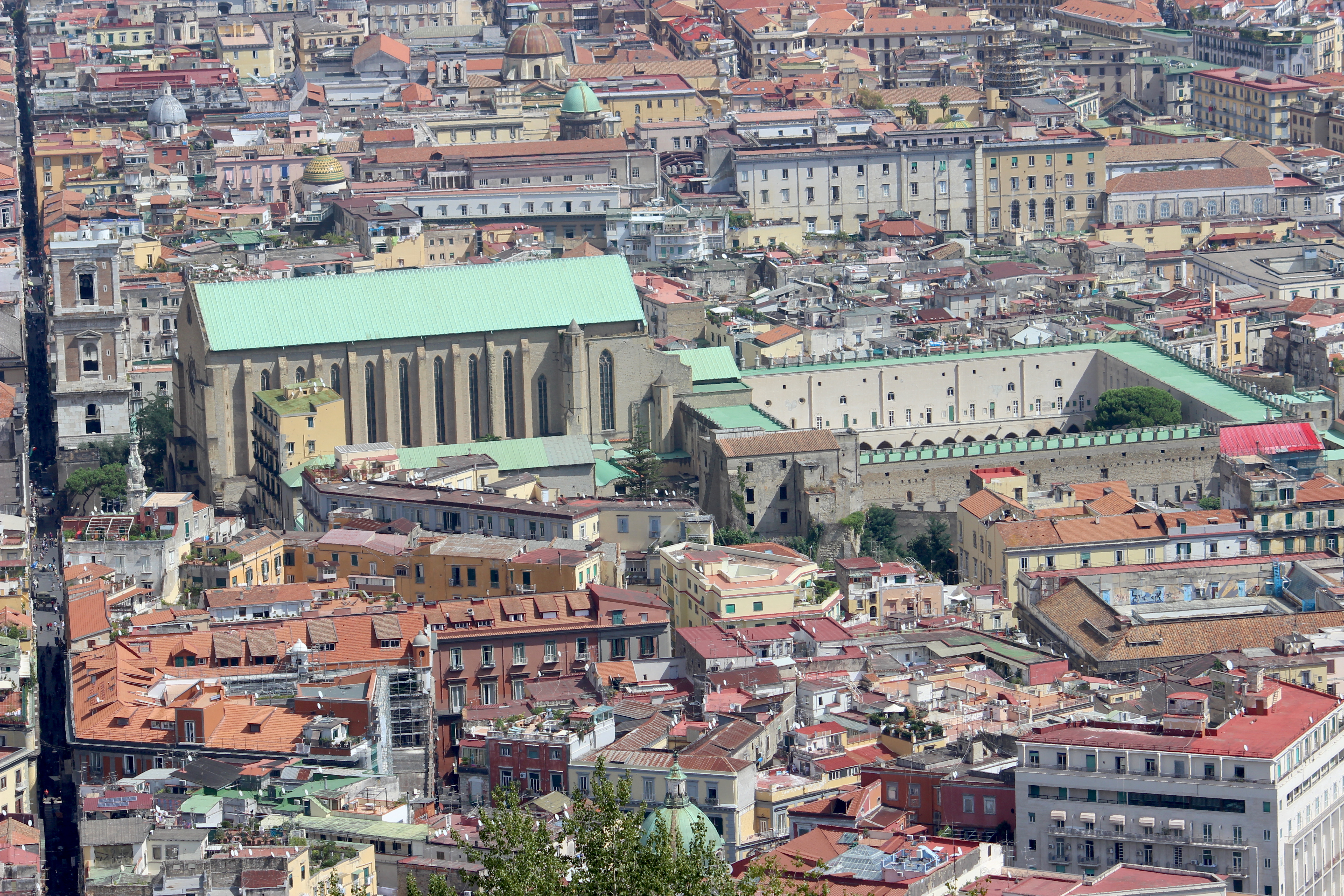
basilica di Santa Chiara, Napoli

Gagliardo Primario (o Mastro Gallardo) (Napoli, ... – 1348) è stato un architetto e scultore italiano particolarmente attivo a Napoli nel XIV secolo.

## Biografia
Originario di una famiglia di costruttori, iniziò la sua attività prestando aiuto al padre Riccardo che stava lavorando alla costruzione di un ospedale nei pressi del Lago di Lucrino, nel borgo di Tripergole, poi distrutto dall'eruzione del Monte Nuovo, il vulcano più recente nella zona di Pozzuoli.
Nel 1306 Gagliardo diresse i lavori per l'edificazione di un ospizio termale per i poveri, eretto per volontà del sovrano angioino Carlo II nella zona compresa tra Pozzuoli e Arco Felice.
Importante opera dell'architetto fu senz'altro la Chiesa di Santa Chiara a Napoli, edificata probabilmente tra il 1310 e il 1328, esempio di arte gotico-provenzale.
Sicuramente il suo stile architettonico preciso e individuale influenzò anche il senese Tino di Camaino con il quale ebbe un'intensa collaborazione alla realizzazione delle sculture del Sepolcro di Maria d'Ungheria nella Chiesa di Santa Maria Donnaregina.
Morì nel 1348 e sulla sua lapide sono state collocate le seguenti parole: Hic jacet corpus Gagliardi Primarii de Neap. prothomagistri reginalis monasterii Sacri Corporis Christi (Qui giace il corpo di Gagliardo Primario da Napoli, architetto del monastero reale del Sacro Corpo di Cristo).